# Museu do Hospital e das Caldas
O Museu do Hospital e das Caldas está instalado no antigo Palácio Real localizado na atual Freguesia de Nossa Senhora do Pópulo, Coto e São Gregório, na cidade e Município das Caldas da Rainha, no Distrito de Leiria, em Portugal.
Integrado no conjunto do Hospital Termal Rainha D. Leonor, expõe em caráter permanente peças ligadas à história, à vida quotidiana e evolução das técnicas de tratamento daquela instituição.
Além de exposições temporárias, oferece visitas guiadas de julho a setembro, recomendando-se a visita à piscina da Rainha, nas dependências do Hospital Termal.

## História
O imóvel onde se encontra remonta à chamada "Caza Real", onde habitou a rainha D. Leonor.
Posteriormente, no século XVIII, o edifício foi remodelado e adaptado para residência dos provedores e tesoureiros do Hospital Termal, uma vez que a realeza e a corte preferiam alojar-se nas melhores residências da vila.
A sua atual feição remonta à reforma promovida em 1861, com projecto de autoria do engenheiro Pedro José Pézerat, que lhe ampliava as dimensões e conferia linhas classicistas à fachada, semelhantes às atuais.
Em 1894, o edifício foi objeto de nova intervenção, sob a administração de Rodrigo Berquó, que lhe adquiriu mobiliário próprio uma vez que, até aquela data, o recheio era de propriedade de cada administrador. A partir de então, o imóvel passou a oferecer condições condignas para acolher não apenas os directores do Hospital mas também os membros da Família Real Portuguesa que, periodicamente, para ali se deslocavam à época.
Após a Proclamação da República Portuguesa (1910) o imóvel conheceu diversas funções até que ao final do século XX foi devolvido ao Hospital Termal. Face ao seu precário estado de conservação, a partir de 1992, com o apoio do IPPAR, do Instituto Português de Museus, da Fundação Calouste Gulbenkian, do Museu de José Malhoa e do Museu de Cerâmica foi iniciada uma extensa campanha de restauração, requalificando os seus espaços para receber as instalações do Museu do Hospital e das Caldas. No projeto de restauro optou-se por recriar uma residência da nobreza, com espaços sequenciais, tectos de caixotão e tabuado, mantendo o traçado original da fachada principal.

## Características

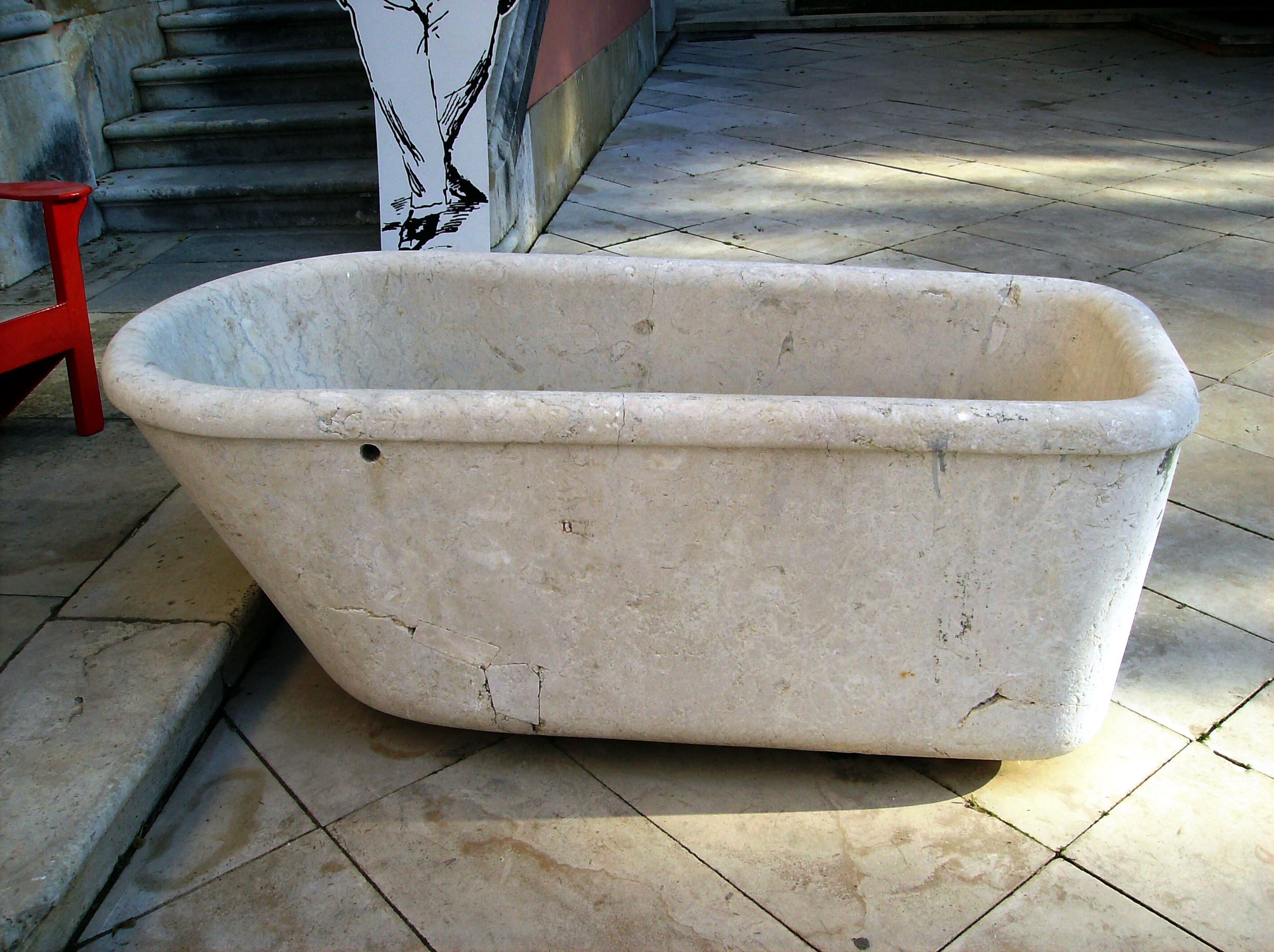
Museu do Hospital e das Caldas: antiga banheira de pedra.

O Museu apresenta os seguintes espaços museológicos:
1. Antes da fundação
2. A Rainha D. Leonor (1458-1525)
3. A Fundação do Hospital e das Caldas
4. Tempo dos Lóios
5. O século das reformas (I): a Arte no reinado de D. João V
6. D. João V
7. D. João V e a "refundação" das Caldas
8. As Águas
9. O século das reformas (II): a sala dos Reis
10. As termas da moda

A instituição dispõe de um pequeno atelier de Conservação e Restauro que atende o património sob sua responsabilidade.